# Пайовське сільське поселення
Пайо́вське сільське поселення (рос. Паёвское сельское поселение) — муніципальне утворення у складі Кадошкінського району Мордовії, Росія. Адміністративний центр — село Пайово.
Станом на 2002 рік існували Глушковська сільська рада (село Глушково, присілок Економічеські Полянки) та Пайовська сільська рада (село Пайово).
2011 року було ліквідовано присілок Економічеські Полянки.
24 квітня 2019 року до складу сільського поселення було приєднано ліквідоване Глушковське сільське поселення (село Глушково).

## Населення
Населення — 512 осіб (2019, 669 у 2010, 1025 у 2002).

## Склад
До складу поселення входять такі населені пункти:
| Населений пункт                 | Населення, осіб (2002) | Населення, осіб (2010) |
| ------------------------------- | ---------------------- | ---------------------- |
| Глушково, село                  | 348                    | 234                    |
| Пайово, село                    | 668                    | 435                    |
| Економічеські Полянки, присілок | 9                      | 0                      |